# Grondwet

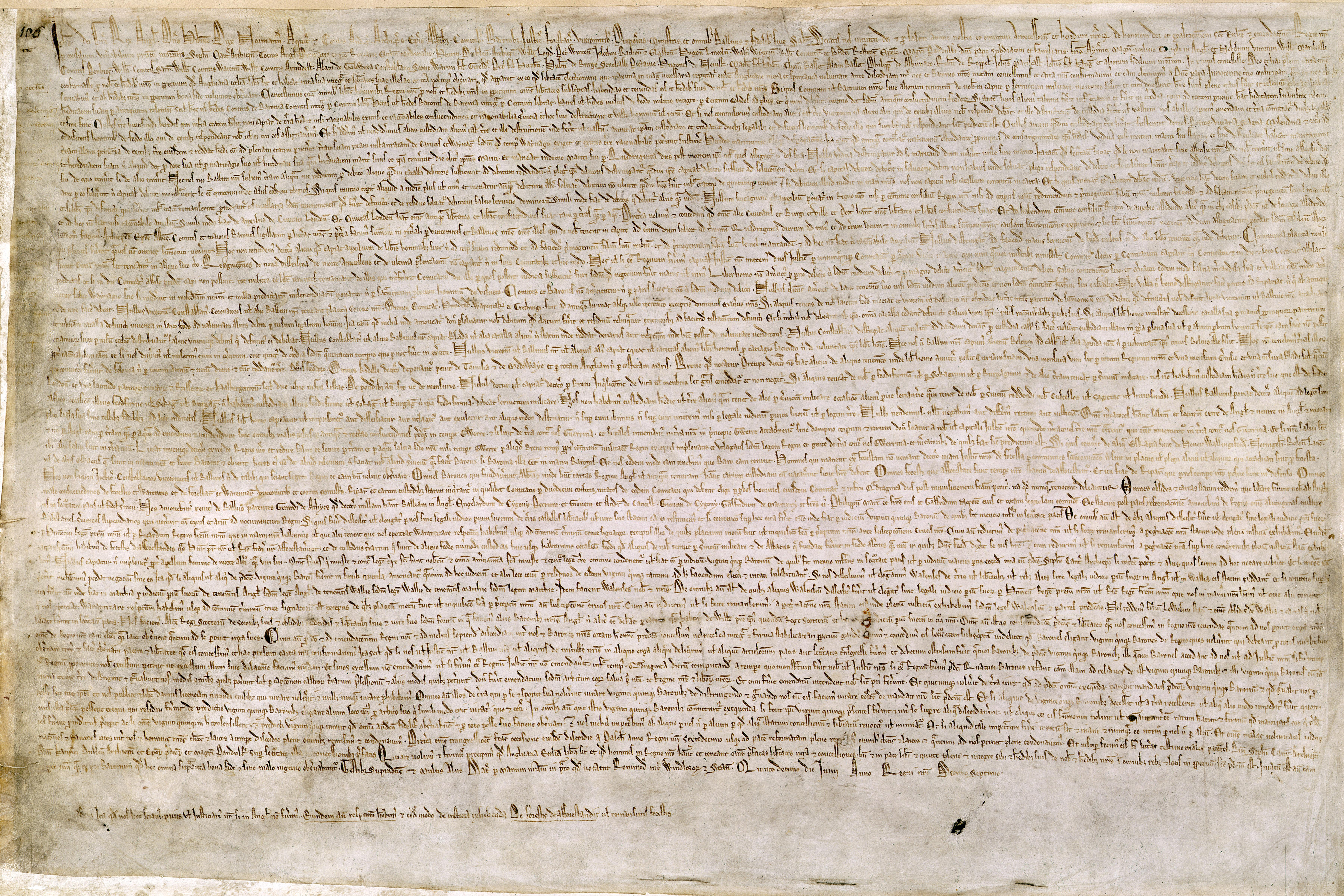
De Magna Carta uit 1215, een van de eerste documenten met kenmerken van een grondwet.

In het staatsrecht is een constitutie de grondslag van een staat. Deze is vaak, maar niet altijd, vastgelegd in een grondwet, een document waarin de grondrechten en/of de organisatiestructuur van de staat in een bepaald land beschreven staan.
Constituties variëren van land tot land, maar toch zijn er enkele bijna-universele kenmerken. Constituties regelen de organisatie van de overheid, zoals de inrichting van de constitutionele monarchie of republiek, en het parlementaire  systeem, en welke mechanismen de wetgevende macht heeft om de uitvoerende macht (het bestuur) te controleren, wat de rol is van de rechterlijke macht en op welke manier de macht verdeeld is tussen de centrale overheid en decentrale organen, zoals provincies en gemeenten.
Ze erkennen meestal ook een aantal fundamentele rechten en vrijheden van burgers, de zogenaamde grondrechten. De betekenis van die rechten kan heel verschillend zijn. Klassieke grondrechten, zoals "vrijheid van meningsuiting", hebben veelal "horizontale werking", dat wil zeggen dat ze niet alleen de burgers beschermen tegen de Staat, maar dat ze ook gelden tussen de burgers onderling. Ze zijn afdwingbaar bij de burgerlijke rechter. Sociale grondrechten, zoals "het recht op werk", hebben alleen "verticale werking" en zijn niet bij de rechter af te dwingen: ze houden vooral een zorgplicht van de overheid in, dat wil zeggen: de overheid moet zich ervoor inspannen dat zo veel mogelijk burgers ervan kunnen profiteren.
Vrijwel alle democratieën hebben een geschreven grondwet. Voorbeelden van landen zonder geschreven grondwet zijn het Verenigd Koninkrijk en Israël. Het constitutioneel recht ligt daar vast in wetten, gewoontes en rechtspraak. Het Verenigd Koninkrijk was een van de eerste landen met een (zij het beperkte vorm van) grondwet. Dat is de Magna Carta uit 1215.
De grondwet wordt vastgesteld door de (oorspronkelijke) grondwetgever. Dit kan bijvoorbeeld een grondwetgevende vergadering zijn. Het wijzigen van een bestaande grondwet wordt vaak overgelaten aan de gewone wetgever, die een speciale procedure volgt (bijvoorbeeld meerdere lezingen en een gekwalificeerde meerderheid). In diverse landen houdt men een referendum voor een eventuele grondwetswijziging. In andere landen moet het voorstel twee keer worden goedgekeurd (=twee lezingen). Na de eerste lezing volgen er dan meestal verkiezingen. Bij de tweede lezing is dan vaak een twee derde meerderheid vereist (bijvoorbeeld in België). Daardoor kan een wijzigingsprocedure soms jarenlang duren. Dit soort procedures is bedoeld om zich ervan te verzekeren dat de grondwet alleen wordt gewijzigd als daarvoor een ruime, en liefst ook een duurzame, meerderheid bestaat.
Constituties zijn in beginsel bedoeld om de macht van de staat te beperken en aldus de burgers te beschermen tegen machtsmisbruik.
In constitutionele rechtsstelsels is een belangrijke kwestie de vraag of de rechter bevoegd is wetten te toetsen aan de grondwet. In Nederland, net als in het Verenigd Koninkrijk en Zwitserland, is dit niet het geval: de wetten zijn "onschendbaar" (art. 120 Gw.). Daar geldt derhalve het beginsel dat een wet, wanneer die eenmaal door het Parlement is aangenomen, geacht wordt overeenkomstig de grondwet te zijn. In Duitsland worden wetten wél door de rechter aan de Grondwet getoetst en daarvoor bestaat een speciaal college, het Constitutioneel Hof of Bundesverfassungsgericht. Zo ook in België: daar is het Grondwettelijk Hof bevoegd om de wetten te toetsen aan een deel van de Belgische Grondwet, dat voornamelijk bestaat uit de fundamentele rechten en vrijheden van de Belgen. In de Verenigde Staten worden de wetten aan de Grondwet getoetst door de Supreme Court. Er vindt daar dus wel toetsing plaats, maar door de hoogste "gewone" rechter, niet door een speciaal grondwettelijk hof.
Wat de grondrechten betreft, is het onderscheid tussen wel of geen toetsing overigens van gering belang omdat - ook in Nederland - de wetten op grond van artikel 94 van de Grondwet wél kunnen worden getoetst aan internationale verdragen waarin veelal dezelfde grondrechten zijn neergelegd. Het belangrijkste daarvan is het Europees Verdrag tot bescherming van de Rechten van de Mens en de fundamentele vrijheden (EVRM). Dit verdrag heeft "directe werking" (art. 93 Gw) zodat de rechters alle wetten aan de verdragsbepalingen moeten toetsen. Als hoogste instantie voor de handhaving van het verdrag is er het bijzondere Hof in Straatsburg (EHRM). Het belang hiervan is niet te onderschatten: in procedures voor dit hof tegen de Staat der Nederlanden sneuvelden onder meer de arrondissementskrijgsraad als militaire rechtbank en het in Nederland tegen overheidsbeslissingen voorheen bestaande Kroonberoep als rechtsgang in het bestuursrecht (Benthem v. Netherlands). Het ging daarbij om elementaire beginselen van rechtsbescherming (art. 6 EVRM; het beginsel van "fair trial").
Het verbod van toetsing aan de Grondwet geldt in Nederland alleen voor de formele wet, niet voor lagere wetgeving zoals een algemene maatregel van bestuur (AMvB) en andere koninklijke besluiten (K.B.); provinciale en waterschapsverordeningen en verordeningen van gemeenten en andere lagere overheden. In dit verbod had verandering kunnen komen, omdat het wetsvoorstel-Halsema constitutionele toetsing een voorstel tot grondwetswijziging was dat in december 2008 in eerste lezing was aanvaard. Dit voorstel gaf de rechter de bevoegdheid formele wetten te toetsen aan de klassieke grondrechten in de Grondwet. Bijna tien jaar later, op 9 oktober 2018, besloot een meerderheid in de Tweede Kamer echter om het in te trekken.

## Lijst van grondwetten
| Wetgever                 | Jaar   | Artikel                                      |
| ------------------------ | ------ | -------------------------------------------- |
| België                   | 1831   | Belgische Grondwet                           |
| Californië               | 1879   | Grondwet van Californië                      |
| Canada                   | 1867   | Canadese Grondwet                            |
| Bondsrepubliek Duitsland | 1949   | Duitse Grondwet                              |
| Finland                  | 2000   | Finse Grondwet                               |
| Frankrijk                | 1958   | Franse grondwet                              |
| Ierland                  | 1937   | Ierse Grondwet                               |
| Italië                   | 1948   | Italiaanse Grondwet                          |
| Japans Keizerrijk        | 1890   | Meiji-grondwet                               |
| Japan                    | 1946   | Japanse Grondwet                             |
| Mexico                   | 1917   | Grondwet van Mexico                          |
| Nederland                | 1814   | Grondwet voor het Koninkrijk der Nederlanden |
| Noordrijn-Westfalen      | 1950   | Grondwet van Noordrijn-Westfalen             |
| Noorwegen                | 2003   | Grondwet van het Noorse koninkrijk           |
| Oekraïne                 | 1996   | Grondwet van Oekraïne                        |
| Polen                    | 1791   | Grondwet van Polen                           |
| Rusland                  | 1993   | Russische Grondwet                           |
| Spanje                   | 1978   | Spaanse Grondwet                             |
| Verenigd Koninkrijk      | n.v.t. | Grondwet van het Verenigd Koninkrijk         |
| Verenigde Staten         | 1787   | Grondwet van de Verenigde Staten             |
| Zuid-Korea               | 1948   | Grondwet van Zuid-Korea                      |
| Zweden                   | 1974   | Constitutie van Zweden                       |
| Weimarrepubliek          | 1919   | Grondwet van Weimar                          |